# Australospathius pedestris
Australospathius pedestris är en stekelart som beskrevs av Belokobylskij, Iqbal och Austin 2004. Australospathius pedestris ingår i släktet Australospathius och familjen bracksteklar. Inga underarter finns listade.